# جونيور فيليكس
جونيور فيليكس (بالإنجليزية: Junior Félix)‏ هو لاعب كرة قاعدة دومينيكاوي، ولد في 3 أكتوبر 1967 في Laguna Salada ‏ في جمهورية الدومينيكان.

## وصلات خارجية
- جونيور فيليكس على موقعبيزبول رفرنس.كوم (الدوري الرئيسي) (الإنجليزية)